# Lanchester Motor Company
Lanchester Motor Company, brittisk biltillverkare i Birmingham. Företaget fanns 1895-1955.
Företaget grundades 1895 av Frederick Lanchester och hans två bröder, George och Frank, och inregistrerades som Lanchester Engine Company Ltd 30 november 1899.
1931 gick Lanchester Motor Company ihop med Daimler Motor Company, som ägdes av BSA.

## Bildgalleri

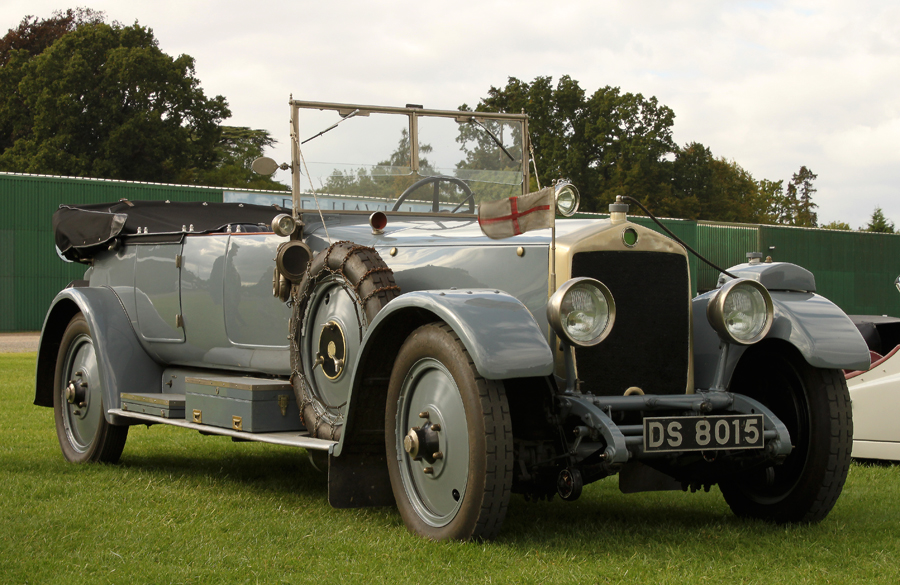
Lanchester 40 hp 1925
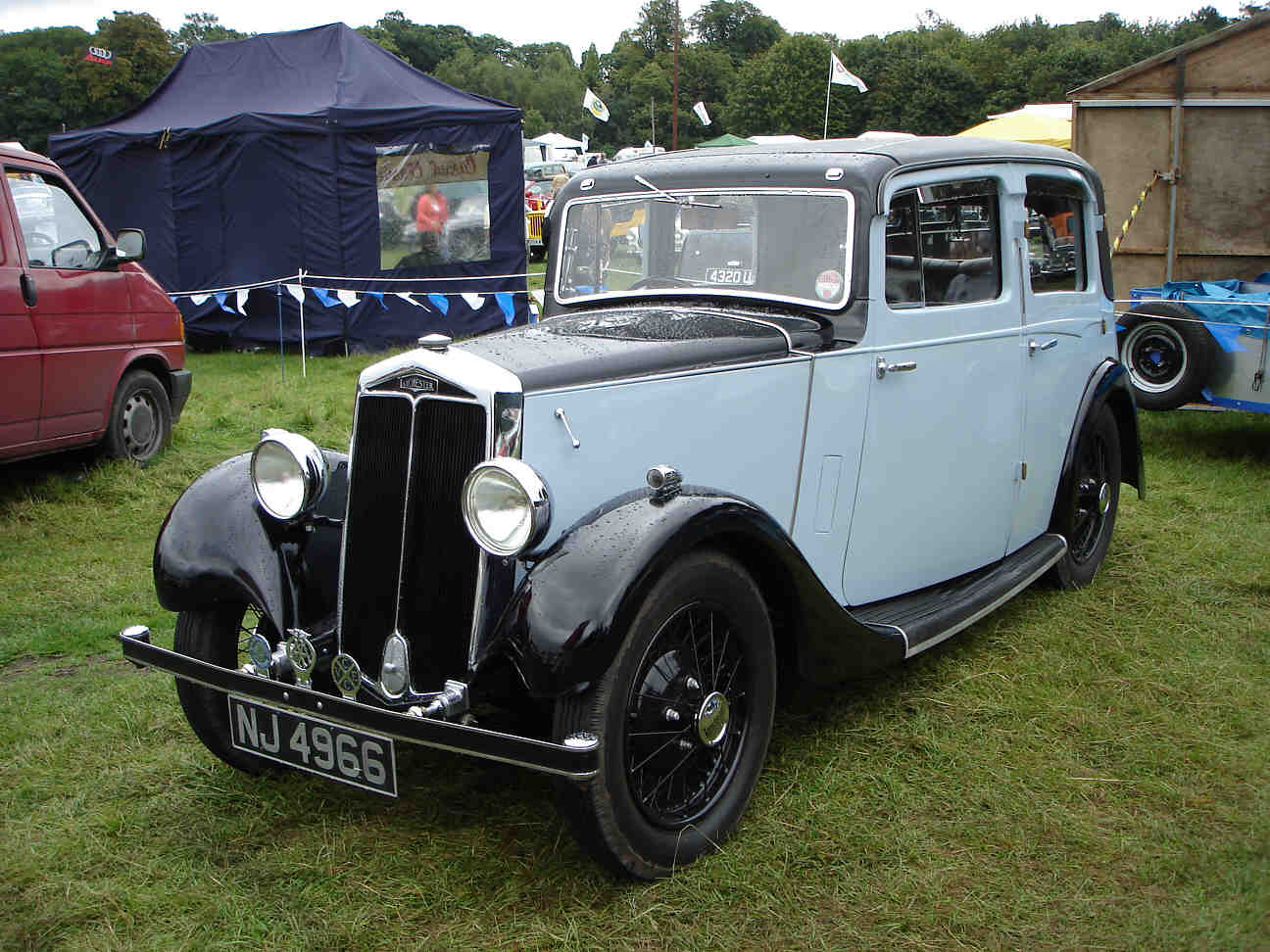
Lanchester Ten från 1935-1936